# Бобтаун (Пенсилванија)
Бобтаун (енгл. Bobtown) насељено је место без административног статуса у америчкој савезној држави Пенсилванија.

## Демографија
По попису из 2010. године број становника је 757.
| Група             | 2000.    | 2010.       |
| Белци             | 0 (0,0%) | 722 (95,4%) |
| Афроамериканци    | 0 (0,0%) | 3 (0,4%)    |
| Азијати           | 0 (0,0%) | 3 (0,4%)    |
| Хиспаноамериканци | 0 (0,0%) | 11 (1,5%)   |
| Укупно            | 0        | 757         |